# دیدیه گارسیا
دیدیه گارسیا (فرانسوی: Didier Garcia‎؛ زادهٔ ۲۳ مهٔ ۱۹۶۴) دوچرخه‌سوار اهل فرانسه است.